# Балкантауський сільський округ
Балканта́уський сільський округ (каз. Балқантау ауылдық округі, рос. Балкантауский сельский округ) — адміністративна одиниця у складі Каркаралінського району Карагандинської області Казахстану. Адміністративний центр — село Карабулак.
Населення — 666 осіб (2021; 1050 у 2009, 1315 у 1999, 1651 у 1989).
Станом на 1989 рік існувала Комсомольська сільська рада (села Айнабулак, Карабулак, Талди) ліквідованого Єгіндибулацького району. 2007 року було ліквідоване село Талди.

## Склад
До складу округу входять такі населені пункти:
| Населений пункт | Населення, осіб (1989) | Населення, осіб (1999) | Населення, осіб (2009) | Населення, осіб (2021) |
| --------------- | ---------------------- | ---------------------- | ---------------------- | ---------------------- |
| Айнабулак, село | 358                    | 336                    | 278                    | 144                    |
| Карабулак, село | 1122                   | 905                    | 772                    | 522                    |
| Талди, село     | 177                    | 74                     | -                      | -                      |